# Atomismo lógico
Atomismo Lógico é uma denominação criada por Bertrand Russell, na década de 1920, para definir suas próprias elaborações filosóficas nos campos da linguagem e da teoria do conhecimento, implicando uma diversidade de teses que podem ser reduzídas à concepção básica de que é possível e desejável analisar a estrutura lógica da linguagem determinando 'átomos' linguísticos enquanto unidades fundamentais de análise. O atomismo lógico supõe uma identidade estrutural entre a linguagem e a realidade extralinguística que justificaria a viabilidade e o valor de tal reducionismo. A estrutura lógica da linguagem não coincide, porém, com a estrutura gramatical cotidiana - seu desvelamento exige igualmente um processo analítico.
O atomismo lógico é uma tese filosófica de ampla circulação na Filosofia Analítica. Seus principais expoentes, além de Russel, foram Ludwig Wittgenstein e Rudolf Carnap.[carece de fontes?]

## Origem
O termo apareceu pela primeira vez em um esboço de 1911 escrito por Russell. Todavia, só passou a ser amplamente conhecido quando Russell deu uma série de aulas em 1918 intituladas "A Filosofia do Atomismo Lógico". Russell foi muito influenciado por Ludwig Wittgenstein, como uma nota introdutória reconhece explicitamente.[carece de fontes?]
Russell e Moore se tornaram livres do idealismo britânico o qual, por quase 90 anos, dominou a filosofia britânica. Russell iria se lembrar mais tarde em "Meu Desenvolvimento Mental que "com a sensação de escapar de uma prisão, nos permitimos pensar que a grama é verde, que o sol e as estrelas poderiam existir se ninguém as conhecesse...".[carece de fontes?]

## Os princípios do atomismo lógico
Russell se referiu a sua doutrina atomística como contrária à camada "de pessoas que mais ou menos seguem Hegel" (PLA 178).[carece de fontes?]
O primeiro princípio do atomismo lógico é que o mundo contém "fatos". Os fatos são estruturas complexas que consistem de objetos ("particulares"). Isso que ele define como "objetos" se relaciona em termos de fatos atômicos (PLA 199), é um fato, ou vindo de um objeto com uma propriedade simples ou de diferentes objetos, em relação uns aos outros com mais facilidade. Em adição, há julgamentos ("crenças"), as quais estão relacionadas aos fatos, e por essa relação ou verdadeira ou falsa.[carece de fontes?]
De acordo com essa teoria, até simples objetos do dia-a-dia "são aparentemente entidades complexas". De acordo com Russell, palavras como "isso" e "aquilo" são usadas para denotar particularidades. Em contraste, nomes ordinários a exemplo de "Sócrates" são na verdade descrições definitivas. Na análise de "Platão fala com seus pupilos", "Platão" precisa ser substituído por algo como "o homem que foi o professor de Aristóteles".[carece de fontes?]
Em 1905, Russell ja havia criticado Alexius Meinong, cujas teorias levaram ao paradoxo da existência simultânea e não-existência de objetos ficcionais. Essa teoria de descrições foi crucial para o atomismo lógico, enquanto Russell acreditava que a linguagem refletia a realidade.[carece de fontes?]

## Diferenças entre os atomismos de Russell e Wittgenstein
Na época que Russell lecionou sobre atomismo lógico, ele havia perdido contato com Wittgenstein. Depois da Primeira Guerra Mundial, Russell se encontrou com Wittgenstein novamente e o ajudou a publicar o Tractatus Logico-Philosophicus, a versão própria de Wittgenstein sobre o Atomismo Lógico.[carece de fontes?]
Mesmo Wittgenstein não tendo usado a expressão Atomismo Lógico, o livro expõe a maioria do atomismo lógico de Russell exceto pela "Teoria do Conhecimento de Russel". Por volta de 1918, Russell se mudou para longe. Mesmo assim, o "Tractatus" diferiu tão fundamentalmente da filosofia de Russell que Wittgenstein sempre acreditou que Russel não entendeu o trabalho.[carece de fontes?]
As diferenças são em relação a vários detalhes, mas a diferença crucial é num entendimento fundamentalmente diferente da tarefa da filosofia. Wittgenstein acreditava que a tarefa da filosofia era limpar erros linguísticos. Russel estava fundamentalmente preocupado em estabelecer sólidas bases epistemológicas. Questões Epistemológicas como quão prático o conhecimento é, não interessaram Wittgenstein, que investigou "os limites do mundo", e mais tarde, o que significam.[carece de fontes?]
Para Wittgenstein, metafísica e ética eram sem sentido, mesmo sem ele querer diminuir as suas importância na vida dessa maneira. Russel, do outro lado da moeda, acreditava que esses assuntos, particularmente ética, mesmo não pertencendo à filosofia nem à ciência, e tendo uma fundação epistemológica inferior, eram de seu interesse.[carece de fontes?]

## Influência e declínio
O efeito imediato do "Tractatus" foi enorme, particularmente devido à recepção que recebeu pelo Círculo de Viena. Contudo, é defendido agora por muitos filósofos analíticos, que o Círculo de Viena entendeu mal certas seções do Tractatus. O efeito indireto do método, sobretudo, foi talvez ainda maior a longo prazo, especialmente no Positivismo Lógico. Como Russel, Wittgenstein eventualmente rejeitou o atomismo lógico. Essa rejeição culminou na publicação póstuma do livro Investigações filosóficas.[carece de fontes?]

## Textos
- Russell B, (1944) "My Mental Development", in Schilpp, Paul Arturn "The Philosophy of Betrand Russell", New York, Tudorm 1951.

## Bibligrafia
- Murcho, Desidério; Gomes, Nelson; Branquinho, João, eds. (2006). Enciclopédia de termos lógico-filosóficos. [S.l.]: Martins Fontes